# William Haines (Politiker)

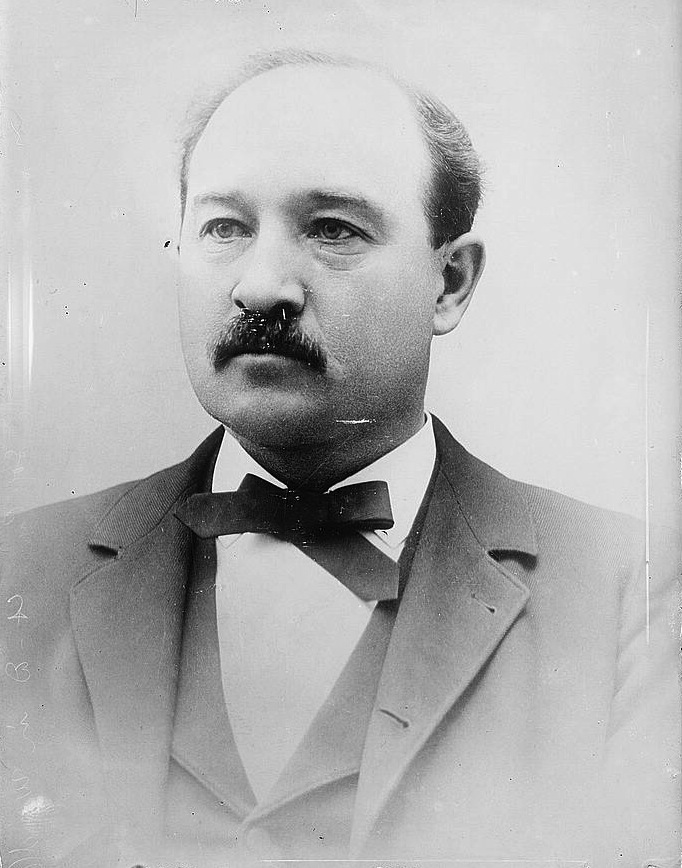
William T. Haines

William Thomas Haines (* 7. August 1854 in Levant, Penobscot County, Maine; † 4. Juni 1919 in Augusta, Maine) war ein US-amerikanischer Politiker (Republikanische Partei) und von 1913 bis 1915 Gouverneur des Bundesstaates Maine.

## Frühe Jahre
Haines besuchte bis 1876 die University of Maine. Danach studierte er an der Albany Law School in New York Jura. Anschließend begann er eine juristische Laufbahn, neben der er aber auch noch andere Geschäfte betrieb. So war er beispielsweise im Holz- und im Immobiliengeschäft tätig. Zwischen 1882 und 1887 war Haines Bezirksstaatsanwalt im Kennebec County. Von 1888 bis 1892 saß er im Senat von Maine; 1895 war er Abgeordneter im Staatsparlament. Zwischen 1896 und 1901 war er Justizminister (Attorney General) von Maine, zwischen 1901 und 1905 gehörte er zum Beraterstab des Gouverneurs. Im Jahr 1912 wurde er zum neuen Gouverneur von Maine gewählt.

## Gouverneur von Maine
Haines trat sein Amt am 1. Januar 1913 an. In den zwei Jahren seiner Amtszeit wurden Staatsanleihen ausgegeben, um den Straßenausbau zu finanzieren. Das geschah auch vor dem Hintergrund des zunehmenden Automobilverkehrs, der sich damals bereits abzeichnete. Außerdem wurde ein Gesetz gegen Monopolstellungen erlassen (Anti Trust Act). Nachdem ein Versuch der Wiederwahl im Jahr 1914 gescheitert war, musste Haines am 6. Januar 1915 sein Amt aufgeben. Nach dem Ende seiner Amtszeit zog sich Haines aus der Politik zurück. Er starb am 4. Juni 1919 in Augusta. William Haines war mit Edith S. Hemenway verheiratet, mit der er drei Kinder hatte.